# 中筋站
中筋站（日语：／ Nakasuji eki */?）是位於廣島縣廣島市安佐南區中須二丁目，廣島高速交通的廣島新交通1號線（Astram線）車站。

## 歷史
- 1994年（平成6年）8月20日 - 車站啟用[1]。
- 1999年（平成11年）3月20日 - 在時間表修正後，此站成為急行列車通過站[1]。
- 2004年（平成16年）
  - 3月20日 - 在時間表修正後，取消急行列車班次，所有列車停靠此站[1]。
  - （日期不詳） - 成為業務委託車站[2]。
- 2009年（平成21年）8月8日 - 此站開始可以使用PASPY[1]。
- 2015年（平成27年） - 站內廣播與月台發車牌翻新至與新白島站同等級。

## 車站構造
車站是一座架空車站，設有1面2線的島式月台。月台下一層設有售票機和閘機。此站設有投幣式儲物櫃。

### 月台
| 月台 | 路線             | 上下行 | 方向           |
| ---- | ---------------- | ------ | -------------- |
| 1    | ■廣島新交通1號線 | 下行   | 廣域公園前方向 |
| 2    | ■廣島新交通1號線 | 上行   | 本通方向       |

## 車站周邊
車站下方設有國道54號（國道191號重疊區間）祇園新道。祇園新道向北前進可連接山陽自動車道廣島交匯處，為交通要塞之一。
安佐南區公所最接近此站（距離車站500米）。區公所位於古市一丁目內。而JR可部線古市橋站比較接近。
- 中筋巴士總站
- 安佐南區民文化中心
- 安佐南區圖書館
- 山陰合同銀行祇園新道分店
- 廣島銀行中筋分店
- 紅葉銀行古市分店中筋出張所
- 廣島信用金庫（日语：広島信用金庫）川內分店中筋出張所
- 廣島市農業協同組合（日语：広島市農業協同組合）（JA廣島市）本店、中筋分店
- 雙葉圖書（日语：フタバ図書）MEGA祇園中筋店
- 廣島市立東原中學（日语：広島市立東原中学校）
- 廣島市立中筋小學（日语：広島市立中筋小学校）

## 巴士總站

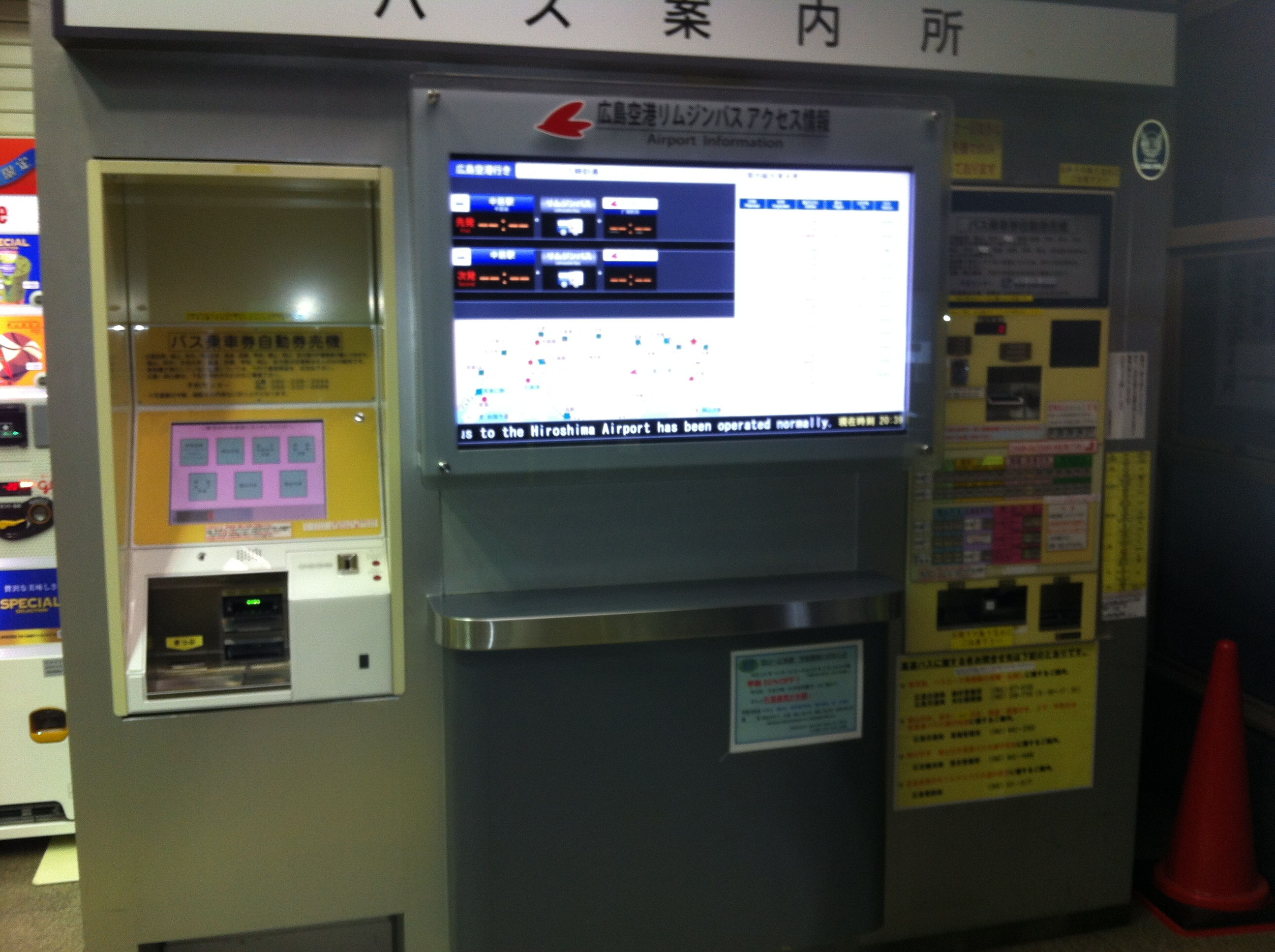
巴士資訊站（2013年1月27日）

在中筋站前設有巴士總站（中筋巴士總站）。巴士總站在Astram線開通啟用，為廣島市的都市計劃事業之一，廣島高速交通在2006年4月1日起成為指定管理者（4年契約，2010年更新契約）。
由於巴士總站是在廣島市內與廣島交匯處之間之地段，因此高速巴士和機場利木津巴士會停靠該處，一般巴士路線不會駛入。
總站內設有郵貯銀行ATM（郵貯銀行廣島分店廣島市中筋巴士總站內出張所）。曾經設有紅葉銀行和廣島信用金庫，現已撤走。
另外，曾經該處的詢問處設有職員當值，現時已經沒有人當值，變成資訊站。該處會顯示廣島機場的資訊。
在高速旅遊巴士時代，WILLER EXPRESS行走於東京 - 廣島班次停靠「中筋站」巴士站，但是不駛入巴士總站，而是於附近的道路上落車。
巴士會從祇園新道駛入東邊的迴旋路內，在迴旋路內設有巴士乘車處。1號乘車處為前往廣島機場的「機場利木津」（廣島電鐵、廣島巴士、廣島交通、中國JR巴士、藝陽巴士）之專用乘車處，其他巴士路線停靠2號乘車處。所有巴士路線中，從廣島的班次只可乘車，前往廣島的班次只可下車。
| 乘車處 | 愛稱                                                                      | 巴士公司                                          | 方向                                                   | 備註                                                            |
| ------ | ------------------------------------------------------------------------- | ------------------------------------------------- | ------------------------------------------------------ | --------------------------------------------------------------- |
| 1      | HIJ 機場利木津                                                            | 廣島電鐵、廣島巴士、廣島交通 中國JR巴士、藝陽巴士 | 廣島機場                                               |                                                                 |
| 2      | Dream Sleeper Superior Class                                              | 中國巴士                                          | 水道橋東京巨蛋飯店、大崎站西出口                       | 夜行班次（途經福山） 截至2017年，此路線唯一從此站出發或為終點站 |
| 2      | 楓葉港                                                                    | 中國巴士                                          | 町田巴士中心、濱站東出口                               | 夜行班次（經西條、福山、倉敷、岡山）                            |
| 2      | 廣島夢名古屋號                                                            | 中國JR巴士、JR東海巴士                            | 名古屋站                                               | 夜行班次（經三次）                                              |
| 2      | Gran日間特急廣島號、Grand Dream廣島號 青春日間特急廣島號、青春Dream廣島號 | 中國JR巴士、西日本JR巴士                          | 大阪站、OCAT、USJ 京都站                               | 部分班次經西條                                                  |
| 2      | Sun Sun Liner                                                             | 廣交觀光、中國JR巴士 兩備控股                     | 岡山站西出口                                           |                                                                 |
| 2      | 玫瑰Liner                                                                 | 廣島交通、中國巴士、鞆鐵道                        | 福山站                                                 |                                                                 |
| 2      | 花Liner                                                                   | 廣島交通、中國巴士 本四巴士開發、因之島運輸       | 尾道站、因島（土生港）                                 |                                                                 |
| 2      | 蘆葦Liner                                                                 | 廣島交通、中國巴士                                | 府中（目崎車廠、道之驛備後府中）                       |                                                                 |
| 2      | Peace Liner                                                               | 廣島交通、中國巴士                                | 世羅（甲山營業所、道之驛世羅）、上下站、甲奴站         |                                                                 |
| 2      | Green Express                                                             | 中國JR巴士                                        | 西條、廣島大學                                         |                                                                 |
| 2      | 三次、庄原線                                                              | 廣島電鐵、備北交通                                | 三次站、庄原巴士中心                                   |                                                                 |
| 2      | 瑞穗Snow Express                                                          | 中國JR巴士                                        | 瑞穗高地                                               | 只於冬季行走                                                    |
| 2      | 新廣益線                                                                  | 石見交通                                          | 戶河內交匯處、美都綜合分所入口、石見交通總部前、益田站 |                                                                 |
| 2      | 德山線                                                                    | 防長交通                                          | 德山站                                                 |                                                                 |
| 2      | 廣福Liner                                                                 | 中國巴士、JR九州巴士                              | 小倉南交流道、博多巴士總站                             | 只限夜行班次                                                    |
| 3      | 下車專用                                                                  | 下車專用                                          | 下車專用                                               | 下車專用                                                        |

## 利用狀況
以下數據取自《廣島市統計書》。Astram線公開了「1年總乘車人次」和「1年總下車人次」。1日平均乘車人次數據中，是以當年度的總乘車人次除以365（閏年為366），再取自小數點後1位。Astram線所提供的數據以1,000人為單位，因此，平均數中會有誤差。
| 年度               | 1日平均 乘車人次 | 1年總 乘車人次 | 1年總 下車人次 |
| ------------------ | ---------------- | -------------- | -------------- |
| 1995年（平成07年） | 1,994.5          | 730,000        | 658,000        |
| 1996年（平成08年） | 2,331.5          | 851,000        | 766,000        |
| 1997年（平成09年） | 2,684.9          | 980,000        | 892,000        |
| 1998年（平成10年） | 2,912.3          | 1,063,000      | 965,000        |
| 1999年（平成11年） | 3,010.9          | 1,102,000      | 997,000        |
| 2000年（平成12年） | 3,071.2          | 1,121,000      | 1,013,000      |
| 2001年（平成13年） | 3,202.7          | 1,169,000      | 1,060,000      |
| 2002年（平成14年） | 3,158.9          | 1,153,000      | 1,048,000      |
| 2003年（平成15年） | 3,123.0          | 1,143,000      | 1,048,000      |
| 2004年（平成16年） | 3,183.6          | 1,162,000      | 1,056,000      |
| 2005年（平成17年） | 3,241.1          | 1,183,000      | 1,078,000      |
| 2006年（平成18年） | 3,271.2          | 1,194,000      | 1,091,000      |
| 2007年（平成19年） | 3,262.3          | 1,194,000      | 1,097,000      |
| 2008年（平成20年） | 3,276.7          | 1,196,000      | 1,111,000      |
| 2009年（平成21年） | 3,153.4          | 1,151,000      | 1,073,000      |
| 2010年（平成22年） | 3,249.3          | 1,186,000      | 1,111,000      |
| 2011年（平成23年） | 3,276.0          | 1,199,000      | 1,124,000      |
| 2012年（平成24年） | 3,284.9          | 1,199,000      | 1,128,000      |
| 2013年（平成25年） | 3,389.0          | 1,237,000      | 1,167,000      |
| 2014年（平成26年） | 3,493.2          | 1,275,000      | 1,198,000      |
| 2015年（平成27年） | 3,827.9          | 1,401,000      | 1,325,000      |
| 2016年（平成28年） | 4,005.5          | 1,462,000      | 1,386,000      |
| 2017年（平成29年） | 4,093.2          | 1,494,000      | 1,424,000      |
| 2018年（平成30年） | 4,208.2          | 1,536,000      | 1,465,000      |
| 2019年（令和元年） | 4,254.1          | 1,557,000      | 1,474,000      |

## 相鄰車站
廣島高速交通
廣島新交通1號線（Astram線）
西原－中筋－古市

## 注腳
1. 1 2 3 4 5  曾根悟（監修）. 朝日新聞出版分冊百科編集部（編集） , 编. . 週刊朝日百科. 30号 モノレール・新交通システム・鋼索鉄道. 朝日新聞出版. 2011-10-16: 25 （日语）.
2. ↑   (PDF). 廣島高速交通.   [2017-08-08]. （原始内容存档 (PDF)于2021-06-02） （日语）.
3. ↑  都市施設（広島市公式サイト内）PDF（日語） p.4
4. ↑  指定管理者による広島市バスターミナルの管理について[]（日語） - 廣島市官方網站
5. ↑  平成24年度からの指定管理者一覧（広島市公式サイト内）PDF（日語） p.6
6. ↑  広島支店　広島市中筋バスターミナル内出張所 （页面存档备份，存于）（日語） - 日本郵政官方網站
7. ↑  日行班次於2014年4月1日不再駛入此站。

## 外部連結
- Astram線　官方網站 （页面存档备份，存于）（日語）